# جيم ستايسي
جيم ستايسي (بالإنجليزية: Jim Stacy)‏ هو مهندس أمريكي، ولد في 27 مارس 1930 في تشارلوت في الولايات المتحدة، وتوفي في 12 أكتوبر 2016.